# Station Mataró
Mataró is een station van Rodalies Barcelona. Het is gelegen in de gemeente Mataró. Station Mataró is tevens een van de terminussen van een deel van de treinstellen op de lijn en was historisch het noordelijke eindpunt van de in 1848 aangelegde spoorweg.
Het station en tevens het spoor grenst aan het strand. Het station is gelegen op lijn 1, of ook wel de Maresme-lijn genoemd. Passagiers kunnen gebruikmaken van de bijbehorende parkeerplaats.
Het stationsgebouw is rood en wit van kleur en grenst aan de N-11. Men kan hier overstappen.

## Lijnen

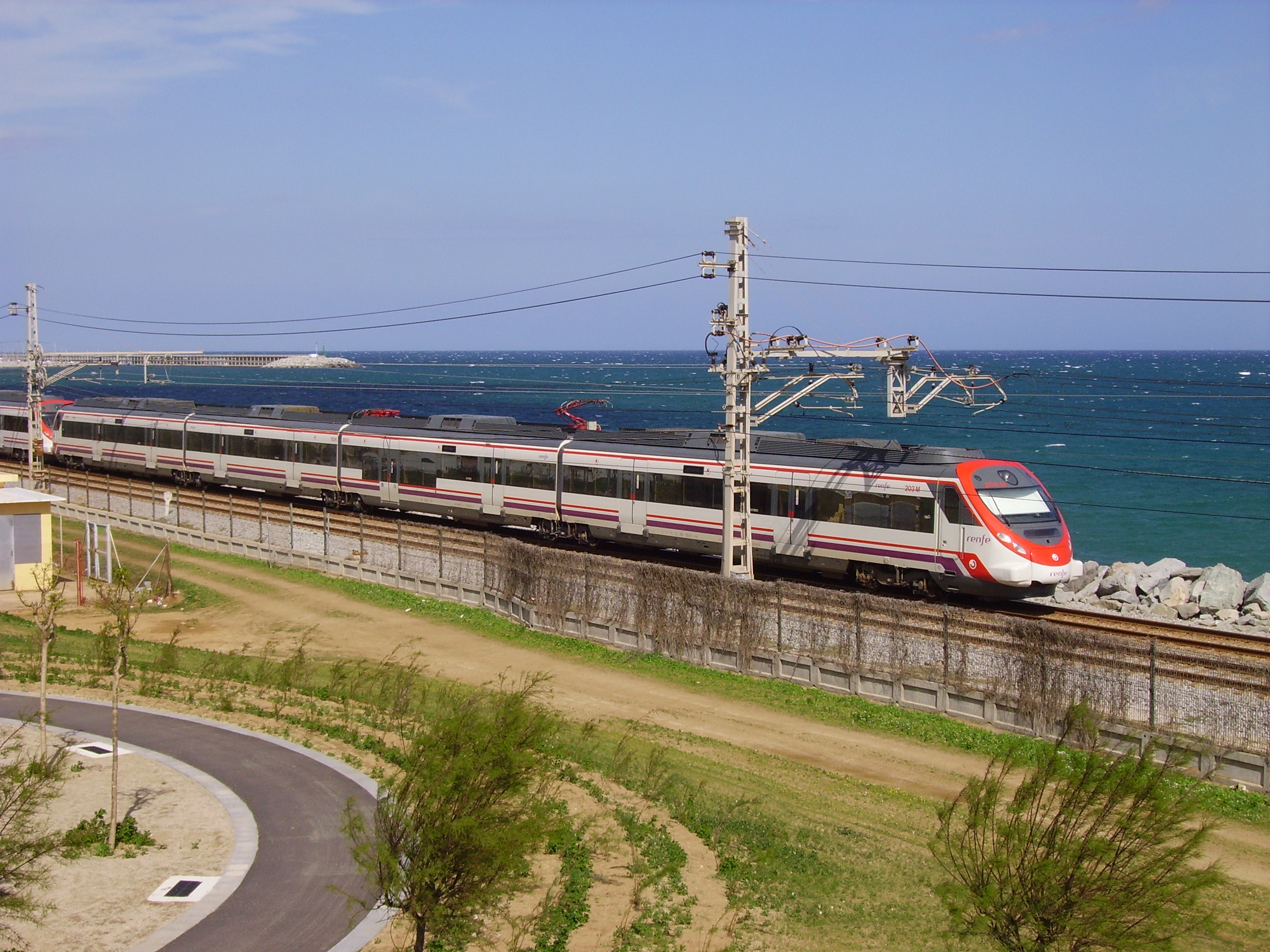
Een Civia onderweg van Cabrera de Mar naar Mataró

| Eindbestemming                          | Vorig station                  | Lijn | Volgend station           | Eindbestemming            |
| --------------------------------------- | ------------------------------ | ---- | ------------------------- | ------------------------- |
| Molins de Rei L'Hospitalet de Llobregat | Cabrera de Mar-Vilassar de Mar |      | Sant Andreu de Llavaneres | eindpunt Maçanet-Massanes |
| L'Hospitalet de Llobregat               | Cabrera de Mar-Vilassar de Mar |      | Sant Andreu de Llavaneres | Portbou                   |